# Александер Лаймен Голлі
Алекса́ндер Ла́ймен Го́ллі (англ. Alexander Lyman Holley; 20 липня 1832, Лейквілл, Коннектикут, США — 29 січня 1882, Бруклін. Нью-Йорк, США) — американський інженер-механік, винахідник та один із членів-засновників Американського товариства інженерів-механіків (ASME). Він вважається передовим металургом і заводським інженером та конструктором свого часу, особливо, що стосується застосування досліджень до сучасних процесів виробництва сталі.

## Життєпис
Голлі народився в Лейквіллі у 1832 році, закінчив Університет Брауна у 1853 році. Він працював у «Corlias & Nightingale» (Corliss Steam Engine Works) як робітник і учень. Він також служив машиністом локомотива на «Stonington and Providence Railroad», а потім пішов у компанію «New York Locomotive Works» працювати креслярем.
У свої 20 років Голлі став близьким другом Зери Колберна, відомого інженера-конструктора локомотивів та журналіста-видавця, який заснував «Railway Advocate», а згодом журнал для Голлі.
У 1857 році він відвідав Велику Британію і Францію з метою вивчення залізничної системи цих країн і склав звіт для президентів американських залізниць «The Permanent Way», опублікований у 1858 році. Приблизно в той же час Голлі у дописі в «Нью-Йорк таймс» передбачив, що гребний гвинт замінить бічні гребні колеса у суден для океанської навігації. Голлі був також консультантом при модернізації броненосця «Stevens Battery» для ВМС США.
У 1860 році він разом із сином британського кораблебудівника Джона Скотта Расселла Норманом взяв участь у першому рейсі трансатлантичного судна Грейт Істерн, що був сконструйований Ісабардом Брунелем за участі Джона Рассела.
Найвідоміша книга Голлі, A treatise on ordnance and armor («Трактат про боєприпаси та броню»), опублікована була у 1865 році після його візиту до Британії в 1863 році, де він знову зустрів Зеру Колберна.
Голлі був винахідником та отримав 15 патентів на винаходи у США. Десять із цих п'ятнадцяти були спрямовані на вдосконалення бесемерівського процесу виробництва сталі, на який він придбав права на території США у 1863 році від імені консорціуму інвесторів. Невдовзі він спроектував і побудував бесемерівські заводи у містах Трой, Гаррісбург та Браддок. Він також проектував або з ним консультувалися щодо дюжини інших таких підприємств.
Голлі був президентом Американського інституту гірничих інженерів і віце-президентом Американського товариства цивільних інженерів. У 1880 році Голлі головував на першій зустрічі засновників Американського товариства інженерів-механіків (ASME) в офісі «American Machinist» 16 лютого, а потім обіймав посаду віце-президента товариства. Він був також довіреною особою Політехнічного інституту Ренсселера та лектором у Гірничій школі Колумбійського університету.

## Відзнаки та вшанування пам'яті

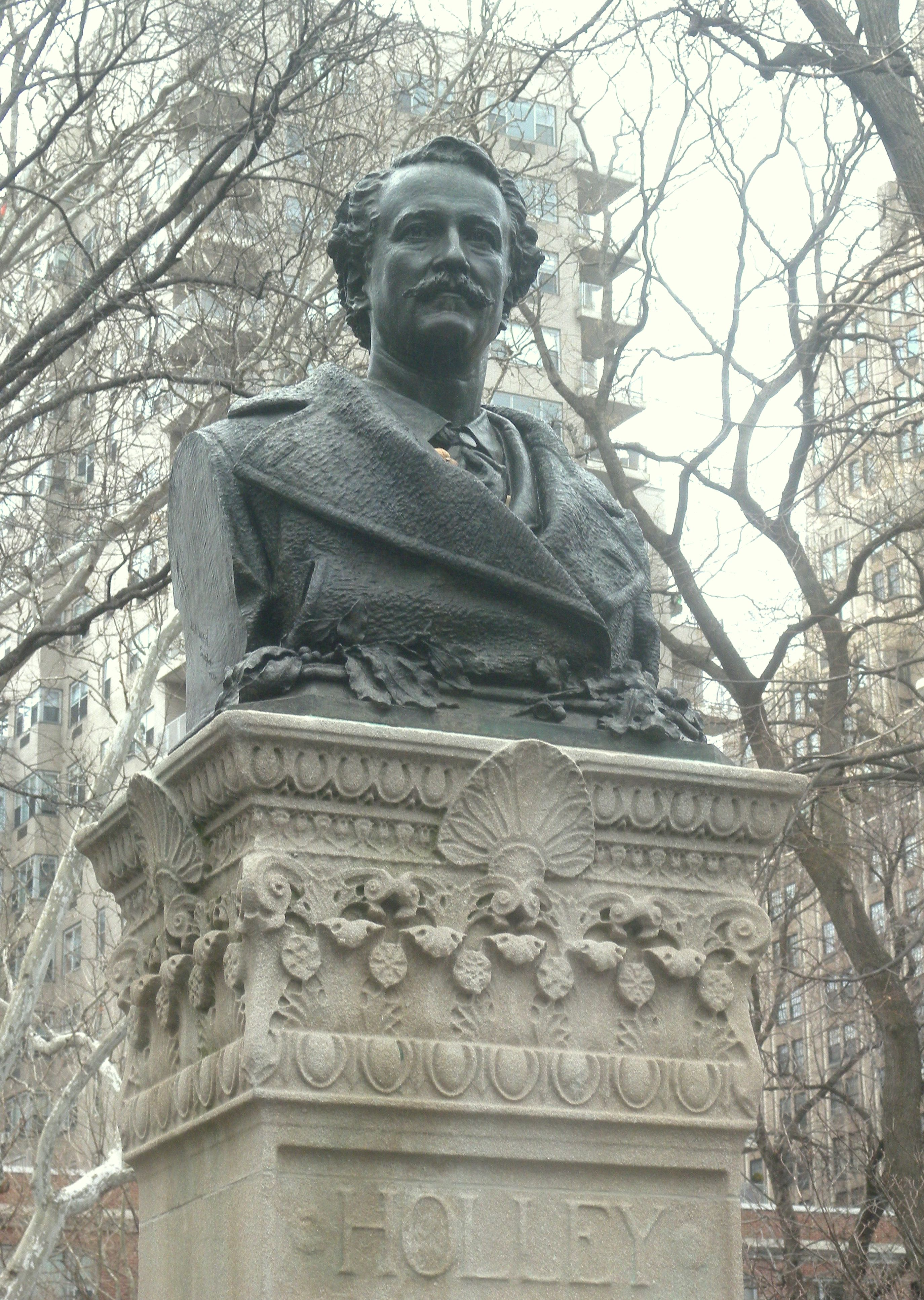
Погруддя Александера Лаймена Голлі у Вашингтон-сквер-парку

На його честь Американським товариством інженерів-механіків засновано нагороду «Медаль Голлі». Він отримав багато нагород і відзнак, зокрема: його було обрано почесним членом Американського товариства інженерів-механіків, у 1882 році він був нагороджений Золотою медаллю Бессемера британського Інституту чавуну і сталі за заслуги перед галуззю і у 1890 році у Вашингтон-сквер-парку було встановлено його погруддя

## Вибрані публікації
- 1858: (with Zerah Colburn & Julius Bien) The permanent way and coal-burning locomotive boilers of European railways; with a comparison of the working economy of European and American lines, and the principles upon which improvement must proceed. New York, Holley & Colburn.
- 1860: (with J. K. Fisher) The economy of steam power on common roads … with its history and practice in Great Britain…. and its progress in the United States,
- 1865: A treatise on ordnance and armor: embracing descriptions, discussions, and professional opinions concerning the material, fabrication, requirements, capabilities, and endurance of European and American guns for naval, sea-coast, and iron-clad warfare, and their rifling, projectiles and breech-loading
- 1867: American and European Railway Practice in the Economical Generation of Steam. David Van Nostrand[en].
- 1878: (with Lenox Smith) The works of the Cambria Iron Company. London: Offices of «Engineering».
- 1881: Report of the United States board appointed to test iron, steel, and other metals.
- 1885: (with Joseph Barba) The use of steel for constructive purposes: method of working, applying and testing plates and bars.